# Sekai seifuku : Le Complot de Zvezda
Sekai seifuku : Le Complot de Zvezda (世界征服〜謀略のズヴィズダー〜, Sekai seifuku: bōryaku no Zuvizudā, litt. La conquête du monde : le complot de Zvezda) est une série télévisée d'animation japonaise réalisée par Tensai Okamura et produite par A-1 Pictures. La série a été diffusée au Japon entre janvier et mars 2014 sur la chaîne Tokyo MX et en simulcast dans les pays francophones sur Wakanim.
Trois adaptations en manga ont vu le jour dans les magazines Monthly Comic Rex et Manga 4koma Palette de l'éditeur Ichijinsha.

## Synopsis
Zvezda est une société secrète dirigée par une mystérieuse jeune fille qui cherche à conquérir le monde.

## Personnages

### Personnages principaux
Kate Hoshimiya (星宮 ケイト) / Lady Venera (ヴィニエイラ様, Vinieira-sama)
Voix japonaise : Misaki Kuno
Asuta Jimon (地紋 明日汰) / Dva (ドヴァー, Dovā)
Voix japonaise : Natsuki Hanae
Itsuka Shikabane (鹿羽 逸花) / Lady Plamya (プラーミャ様, Purāmya-sama)
Voix japonaise : Mariya Ise
Natalia "Natasha" Vasylchenko (ナターシャ) / Professor Um (ウーム教授, Ūmu kyōju)
Voix japonaise : Kana Hanazawa
Yasubee "Yasu" Morozumi (両角 安兵衛 (ヤス)) / Odin (アジーン, Ajīn)
Voix japonaise : Kōsuke Toriumi
Goro Shikabane (鹿羽 吾郎) / General Pepel (ピェーペル将軍, Pyēperu shōgun)
Voix japonaise : Minoru Hirota
Roboko (ロボ子)
Voix japonaise : Erii Yamazaki

### White Light
Renge Komadori (駒鳥 蓮華) / White Robin (ホワイト ロビン, Howaito Robin)
Voix japonaise : M・A・O
Miki Shirasagi (白鷺 美酒) / White Egret (ホワイト イーグレット, Howaito īguretto)
Voix japonaise : Minako Kotobuki
Kaori Hayabusa (隼房 香織) / White Falcon (ホワイト ファルコン, Howaito Farukon)
Voix japonaise : Maaya Sakamoto

### Personnages secondaires
Kyoshiro Jimon (地紋 京志郎)
Voix japonaise : Takaya Kuroda
Tsubaki Shikabane (鹿羽 椿)
Pierre (ピエール)

## Anime
La série d'animation a été présentée pour la première fois en octobre 2013 dans une publicité à la télévision et sur le site internet officiel. La série est réalisée par Tensai Okamura et produite par A-1 Pictures. Le scénario est co-écrit par Meteo Hosizora de Type-Moon et Okamura. Les character designs ont été créés par Kōhaku Kuroboshi et Keigo Sasaki les a adaptés pour l'animation. La musique est composée par Tatsuya Katō. La série a été diffusée entre le 11 janvier et le 29 mars 2014 au Japon sur Tokyo MX et en simulcast dans les pays francophones sur Wakanim. Un 13e épisode est commercialisé sous forme d'OVA avec le dernier coffret DVD/Blu-ray japonais.

### Liste des épisodes
| No | Titre de l’épisode en français                                      | Titre original de l’épisode                                                                   | Date de 1re diffusion |
| -- | ------------------------------------------------------------------- | --------------------------------------------------------------------------------------------- | --------------------- |
| 1  | La conquête de l'humanité                                           | 人類皆征服 Jinrui Mina Seifuku                                                                | 11 janvier 2014       |
| 2  | De la table à la tombe                                              | 食卓から墓場まで Shokutaku Kara Hakaba Made                                                   | 18 janvier 2014       |
| 3  | Partir enfumé                                                       | 煙に巻いて去りぬ Kemuri ni Maite Sarinu                                                       | 25 janvier 2014       |
| 4  | L'udo est dans la terre froide                                      | UDOは冷たい土の中に UDO wa Tsumetai Tsuchi no Naka ni                                         | 1er février 2014      |
| 5  | White Robin l’échappe belle !                                       | ホワイトロビン危機一髪！ Howaito Robin Kiki Ippatsu!                                          | 8 février 2014        |
| 6  | Le club de chasse au trésor (partie 1)                              | 放課後秘宝倶楽部（前編） Hōkago Hihō Kurabu (Zenpen)                                          | 15 février 2014       |
| 7  | Le club de chasse au trésor (partie 2)                              | 放課後秘宝倶楽部（後編） Hōkago Hihō Kurabu (Kōhen)                                           | 22 février 2014       |
| 8  | Le faucon vient se poser                                            | ハヤブサは舞い降りた Hayabusa wa Maiorita                                                     | 1er mars 2014         |
| 9  | Le bal des bains masqués                                            | 湯煙仮面武闘会 Yukemuri Kamen Butōkai                                                         | 8 mars 2014           |
| 10 | Incident sur le champ de bataille                                   | 西ウド川戦線異状あり Nishi Udogawa Sensen Ijō Ari                                             | 15 mars 2014          |
| 11 | Les conquérants ne sont plus qu'un rêve                             | 征服者どもが夢のあと Seifuku-sha-domo ga Yume no Ato                                          | 22 mars 2014          |
| 12 | La lumière de nos visiteurs dans le monde entier ![réf. nécessaire] | 我らがズヴィズダーの光をあまねく世界に！！ Warera ga Zuvizudā no Hikari o Amaneku Sekai ni! ! | 29 mars 2014          |

### Musiques
| Générique | Épisodes | Début    | Début                              | Fin                      | Fin      |
| Générique | Épisodes | Titre    | Artiste                            | Titre                    | Artiste  |
| --------- | -------- | -------- | ---------------------------------- | ------------------------ | -------- |
| 1         | 1 – 12   | Be mine! | Maaya Sakamoto avec the band apart | Visumania (ビジュメニア) | Aoi Yūki |